# Östra Trollsjön
Östra Trollsjön är en sjö i Gislaveds kommun och Gnosjö kommun i Småland och ingår i Nissans huvudavrinningsområde. Sjön är 14 meter djup, har en yta på 0,292 kvadratkilometer och befinner sig 243,1 meter över havet. Vid provfiske har abborre, gädda och mört fångats i sjön.

## Delavrinningsområde
Östra Trollsjön ingår i det delavrinningsområde (637206-138001) som SMHI kallar för Inloppet i Norra Vallsjön. Medelhöjden är 271 meter över havet och ytan är 13,51 kvadratkilometer. Det finns inga delavrinningsområden uppströms utan avrinningsområdet är högsta punkten. Valån som avvattnar avrinningsområdet har biflödesordning 2, vilket innebär att vattnet flödar genom totalt 2 vattendrag innan det når havet efter 156 kilometer. Delavrinningsområdet består mestadels av skog (85 %). Avrinningsområdet har 1,11 kvadratkilometer vattenytor vilket ger det en sjöprocent på 8,2 %.